# ギャラリー・エフ蔵
ギャラリー・エフ蔵（ギャラリー・エフぐら、英称：Gallery ef）は、東京都台東区雷門にあるギャラリー。

## 概要
1868年（慶応4年）、材木商の竹屋長四郎によって蔵が建てられ、その後、関東大震災にあったが蔵は存続された。震災後、金属業の村守氏が蔵を倉庫として借りたが、第二次世界大戦においても蔵は存続され、終戦後、村守氏により土地と蔵が購入された。

## 沿革
- 1868年（慶応4年） - 材木商の三代目・竹屋長四郎が現在地に建築した
- 1923年（大正12年） - 関東大震災においても蔵は存続した
- 1925年（大正15年） - 株式会社 淵川金属事務所が設立される
- 年代不詳 - 淵川金属事務所の村守氏が、蔵を倉庫として借りる
- 年代不詳 - 淵川金属事務所が土地を購入、蔵の前に社屋を建築した
- 1996年（平成8年） - 台東区文化財保護審議会が調査した
- 1997年（平成9年）4月 - 駐車場をカフェに、蔵をギャラリーに改修[1][2]
- 2022年（令和4年）- 深大寺への移築のため解体

## 建築概要
- 建築面積 - 20:41m2
- 建築主 - 竹屋長四郎
- 設計監理 - 不詳
- 施工業者 - 不詳

## 文化財

### 登録有形文化財（建造物）
ギャラリー・エフ蔵（株式会社淵川金属事務所）
1868年（慶応4年）、建築：土蔵造2階建、瓦葺、建築面積：20m2。
登録年月日：1998年（平成10年）12月11日、種別：産業3次、登録基準：再現することが容易でないもの。

## 交通アクセス
- 鉄道
  - 東武スカイツリーライン - 浅草駅より徒歩8分
  - 東京メトロ銀座線銀座線 - 浅草駅より徒歩5分
  - 都営浅草線 - 浅草駅より徒歩2分

## ギャラリー
- 歩道より建物上部を見る（2015年11月撮影）
- 歩道より店舗を見る（2015年11月撮影）
- 淵川金属事務所の入口（2015年11月撮影）